# Vulcanica gentilis
Vulcanica gentilis är en fjärilsart som beskrevs av Emilio Berio 1970. Vulcanica gentilis ingår i släktet Vulcanica och familjen nattflyn. Inga underarter finns listade i Catalogue of Life.